# Пятидуб (Сумская область)
Пятидуб (укр. П'ятидуб) — село, Зеленковский сельский совет, Недригайловский район, Сумская область, Украина.
Код КОАТУУ — 5923581706. Население по переписи 2001 года составляло 10 человек.

## Географическое положение
Село Пятидуб находится в 1,5 км от правого берега реки Ольшанка.
На расстоянии в 0,5 км расположены сёла Лекаревщина и Мерки, в 1,5 км — село Тимченки.
По селу протекает пересыхающий ручей с запрудой.